# Roquefort
Il roquefort è un formaggio francese, erborinato, prodotto con latte di pecora, originario di Roquefort-sur-Soulzon (Francia del sud). La caratteristica principale del roquefort è la presenza di venature blu-verdi (simili a quelle dell'italiano gorgonzola), dovute allo sviluppo di una muffa, il Penicillium roqueforti (o Penicillium glaucum), la crosta è umida, la pasta è untuosa, compatta, erborinata. Di forma cilindrica con facce piane del diametro di 19–20 cm, scalzo diritto, alto 8,5-11,5 cm, il roquefort ha un peso intorno ai 2,5–3 kg. Il formaggio viene fatto maturare in un sistema di grotte in cui temperatura e umidità rimangono costanti nel tempo. Il gusto varia a seconda del tempo di maturazione, che può andare dai tre ai nove mesi; solitamente il periodo di produzione parte nel mese di febbraio per terminare in ottobre.
Dal 1979 è certificato con l'Appellation d'origine contrôlée (AOC), analogo alla certificazione italiana DOC, e dal 1996 con l'Appellation d'origine protégée (AOP) equivalente francese dell'italiana Denominazione di origine protetta.

## Territorio di produzione
Inizialmente si trattava di una vasta zona a sud del Massiccio Centrale che presentava le stesse caratteristiche sotto il profilo delle razze ovine, dei pascoli e del clima ed era caratterizzata da un paesaggio arido e selvaggio, in cui pascolavano greggi di pecore. Il latte utilizzato per la produzione del roquefort proviene esclusivamente da una zona denominata rayon, comprendente 560 comuni, o parti di comuni, ripartiti nei dipartimenti di Aveyron, Aude, Lozère, Hérault, Gard e Tarn.

## Storia
Nei giacimenti preistorici della regione è possibile osservare fuscelle per formaggi. Sin dall'VIII secolo il formaggio di Roquefort viene citato in numerosi scritti, atti di donazione e rendite della provincia di Rouergue. Nel XV secolo, Carlo VI riconosce con lettera patente, confermata dai suoi successori, la necessità  vitale di difendere il roquefort. Il 31 agosto 1666 un decreto del parlamento di Tolosa concede agli abitanti di Roquefort-sur-Soulzon l'esclusività  della stagionatura. Il roquefort è inoltre l'unico formaggio la cui denominazione d'origine è riconosciuta per legge dal 1925. La sua produzione segue metodi immutati nel tempo.

## Tecnologia di lavorazione
Il latte deve essere lavorato entro 48 ore dalla mungitura, alla temperatura di 28-34 °C. L'insemensamento di Penicilium roqueforti avviene in forma liquida al momento dell'aggiunta del caglio, o per aspersione al momento della messa in fascere della cagliata, la quale si ottiene addizionando il latte con caglio. Terminata la coagulazione, viene rotta e agitata. Dopo lo spurgo e la salatura, i formaggi vengono trasferiti nelle grotte.